# Martin István
Martin István  magyar-francia balettművész, a Bordeaux-i balett tagja.

## Pályafutása
Martin István a Magyar Táncművészeti Főiskolán kezdte meg tanulmányait, közben a szentpétervári Vaganova Balett Akadémia programjában is részt vett. Tanulmányai közben több előadásban is szerepelt a Magyar Nemzeti Balett együttesével, ahol többek között a Coppéliát, A hattyúk tavát, A diótörőt, a Bahcsiszeráji szökőkutat, valamint az On the Town (Seregi l.) című darabot adták elő. 1990-ben Mikhail Barisnyikov meghívására[forrás?] New Yorkban az „American Ballet Theatre” szólisták gyakorlatain vett részt egy hónapon át. 1991-ben fejezte be tanulmányait, és Markó Iván együtteséhez szerződött a Győri Baletthez. Itt több darabban is főszerepet táncol, úgymint Az angyal (Az élet peremén), Emlék a Fényről. 1992-ben egy Magyar Televízió egyik produkciójában  (Echard mester prédikációi) szerepelt, majd  1993-ban Izraelben – vendégművészként – a Jeruzsálem fényeiben  és a Sivatag vándorában. 1992-ben és 1993-ban a Bayreuthi Fesztivál során a Tannhäuserben is fellépett. 1993–1995 között a düsseldorfi operaház (Deutsche Oper am Rhein) balettegyüttesének félszólistája. A Bordeaux-i Nemzeti Opera Balettegyüttesének (Ballet de l’Opéra National de Bordeaux) 1995-től tagja. Táncos pályafutása mellett több darabot is koreografált; a „Destinées”-t (Sorsok) a Nizzai Operaháznak, majd 2002-ben a Formenterai Nyári Fesztiválra a „Baile Español”-t (Spanyol  tánc). 2003-ban a Cári menyasszony című operának a koreográfusa, amit a Bordeaux-i operában és a párizsi Châtelet-ben mutattak be.

## Színpadi szerepei
| - Hattyúk tava - A diótörő - Giselle - A rosszul őrzött lány - Goldberg-variációk - Szentivánéji álom - Tűzmadár - József-legendája - Violin conceto - Tavaszi áldozat - Don Quijote | - Marko Polo - Électra - Petruska - Danses Concertantes - Coppélia - Négy évszak - A négy vérmérséklet - A tékozló fiú - Who cares - Szerenád - Before nightfall | - Purcell pieces - Trójai játékok - Ikarusz - Suite en blanc - Continou - Napoli - Hydrogen Jukebox - Háromszögletű kalap - A fából faragott királyfi - Rómeó és Júlia - Menyegző | - Rajmonda - Messiás - Sextet - Valses - Aunis - Zatoichi - Click-Pause-Silence - Les Indomptés - Csipkerózsika - Parade |

## Legfőbb turnéi
- Spanyolország
- Németország
- Hollandia
- Luxemburg
- Amerikai Egyesült Államok
- Egyesült Királyság
- Olaszország
- Ausztria
- India
- Ukrajna
- Japán
- Oroszország
- Izrael
- Törökország
- Svájc
- Dánia
- Belgium
- Írország
- Kína
- Magyarország[1]